# Diano Marina
Diano Marina är en ort och kommun i provinsen Imperia i regionen Ligurien i Italien. Kommunen hade 5 833 invånare (2018).